# جامعة ماهيدول
جامعة ماهيدول هي مؤسسة جامعية في تايلاند تأسست سنة 1943. تقع في مدينة بانكوك.

## وصلات خارجية
- الموقع الرسمي